# Epirhyssa corpucella
Epirhyssa corpucella är en stekelart som först beskrevs av Wang 1955.  Epirhyssa corpucella ingår i släktet Epirhyssa och familjen brokparasitsteklar. Inga underarter finns listade i Catalogue of Life.